# Biến giả
Trong phân tích hồi quy, biến giả là biến chỉ lấy giá trị 0 hoặc 1 (vì thế còn được gọi là biến nhị nguyên) để chỉ ra sự tồn tại hay không tồn tại của một hiệu ứng có thể làm thay đổi đột ngột kết quả đầu ra. Ví dụ, trong phân tích chuỗi thời gian, biến giả có thể được sử dụng để chỉ ra có chiến tranh hay không, hoặc có biểu tình hay không. Bình thường, nếu không có chiến tranh, biến giá có giá trị là 0, những giai đoạn thời gian nào có chiến tranh, biến giả sẽ có giá trị là 1.
Biến giả có thể ứng dụng trong những trường hợp phức tạp, ví dụ hiệu ứng theo mùa có thể được nghiên cứu bằng cách tạo 3 biến giả khác nhau. D1=1 nếu là mùa xuân, hoặc =0 nếu là mùa khác. Tương tự như vậy với 2 mùa còn lại.